# Saín Alto
Saín Alto là một đô thị thuộc bang Zacatecas, México. Năm 2005, dân số của đô thị này là 19333 người.